# Liksoza
Liksoza je aldopentoza — monosaharid koji sa sadrži pet atoma ugljenika, i aldehidnu funkcionalnu grupu. Njegova hemijska formula je .
Liksosa se retko javlja u prirodi, na primer kao komponenta bakterijskih glikolipida.